# Tomislav Šorša
Tomislav Šorša (Osijek, 11 maggio 1989) è un calciatore croato, centrocampista o attaccante del Jedinstvo Donji Miholjac.

## Caratteristiche tecniche
Nasce calcisticamente con il ruolo di attaccante, per poi essere spostato più indietro dall'allenatore Tomislav Steinbrückner, con il ruolo di trequartista per sfruttare al meglio le sue doti calcistiche.

## Carriera

### Club

#### Le giovanili e il debutto con l'Osijek

##### Stagione 2006-2007 e 2007-2008
Inizia la sua carriera professionistica nel 2003 quando firma, il suo primo contratto da calciatore professionista, per l'Osijek. Nel 2006 compie il suo debutto con la maglia dei Bijelo plavi e, a fine stagione, colleziona sette presenze e nessun gol segnato.
Durante la sua seconda stagione tra i professionisti, il tecnico della prima squadra lo impiegherà sempre meno: infatti concluderà la stagione con 5 presenze in tutto, due in meno della stagione precedente.

#### In prestito al Karlovac

##### Stagione 2008-2009
Durante la sessione del calciomercato estivo del 2008 viene spedito in prestito, per un anno, al Karlovac, militante in quell'anno nella Druga HNL, per giocare in modo continuo. Conclude la sua esperienza in prestito al club di Karlovac con uno score di 25 presenze e due reti segnate.

#### Il ritorno all'Osijek

##### Stagione 2009-2010 e 2010-2011
Concluso il prestito con il Karlovac, torna al club di Osijek per conquistare un posto da titolare in prima squadra. Debutta il 25 luglio nel match disputato contro l'Hajduk Spalato, terminato con il risultato di parità (1 a 1). Il 25 novembre, durante il match di coppa contro il Šibenik, segna la sua prima rete con la maglia biancoblu. Tre giorni dopo, esattamente il 28 novembre, ottiene la sua prima ammonizione in carriera. Conclude la sua quarta stagione come calciatore professionista con 28 presenze ed un solo gol segnato, e grazie a questi numeri che il club gli rinnova il contratto per altri quattro anni.
Anche la stagione 2010-2011 lo ritrae come protagonista: in 24 partite giocate segna una sola rete, contro il Rijeka, e fornisce un paio di assist che hanno portato alla vittoria del club di Osijek in alcune partite di campionato.

##### Stagione 2011-2012
Inizia nel migliore dei modi la sua quinta stagione con l'Osijek: infatti, nel girone di andata, segna un gol sia nella partita contro lo Slaven Belupo e sia contro il Lučko.

### Nazionale
Tra il 2004 e il 2005 viene convocato nell'Under-16, nell'Under-17 e anche nell'Under-18, dove in tutto colleziona 21 presenze e 8 gol segnati.
Dal 2006 al 2008 colleziona, con la divisione croata Under-19, 22 presenze ed una sola rete messa a segno.